# Cino
Cino (lombardul: Scin) település Olaszországban, Sondrio megyében. Lakosainak száma 343 fő (2023. január 1.). Cino Cercino, Dubino, Mantello és Novate Mezzola községekkel határos.

## Népesség
A település népességének változása:
| Lakosok száma | 344  | 336  | 343  |
|               | 2017 | 2018 | 2023 |

## Híres emberek
- itt született Franco De Pedrina (1941–) olimpiai ezüst-, Európa-bajnoki bronzérmes olasz evezős